# Semidalis pluriramosa
Semidalis pluriramosa är en insektsart som först beskrevs av Heinrich Hugo Karny 1924.  Semidalis pluriramosa ingår i släktet Semidalis och familjen vaxsländor. Inga underarter finns listade i Catalogue of Life.